# Miljenko Ognjenović
Miljenko Ognjenović (Valpovo, 1946.) je hrvatski glumac.

## Životopis
Rodio se u Valpovu 1946. godine. U Osijeku je pohađao gimnaziju. Studirao je ekonomiju. 
1966. se zaposlio u osječkom Hrvatskom narodnom kazalištu. 
U početku je glumio uloge koje su odgovarale senzibilitetu i dobi, poput Leona Jungmana u Blažek-Kozarčevoj Teni ili Ivana u Sartreovim Prljavim rukama. Glumio je i Gratiana u Shakespearovu Othelu, Mačka u Brešanovoj Predstavi Hamleta u Mrduši Donjoj, a uloge je našao u Shakespearovu Macbethu, Čehovljevim Trima sestrama i Marinkovićevoj Gloriji te u raznim Krležinim komadima. Pojavljivao se i u mjuziklu Jalta, jalta, a bio je i Johnny u Tijardovićevu Splitskom akvarelu i tako dalje. Ukupno je odglumio više od stotinjak uloga u preko dvije tisuće predstava. Umirovio se od kazališta listopada 2011. godine. Također se pojavio u par filmova i TV serija.

## Filmografija

### Televizijske uloge
- "Nikola Tesla" kao mehaničar (1977.)
- "Kapelski kresovi" kao Zoran (1975. – 1976.)

### Filmske uloge
- "Crvena prašina" kao radnik #2 (1999.)
- "Put u raj" kao rektor magnificus (1985.)
- "Hajdučka vremena" kao žandar (1977.)